# Хмель-Другий
Хмель-Другий (пол. Chmiel Drugi) — село в Польщі, у гміні Яблонна Люблінського повіту Люблінського воєводства.